# Percy Elfstrand
Percy Ivar Elfstrand, född 20 oktober 1891 i Gävle, död 5 december 1981 i Skalmebäck, Lerdala församling, var en svensk biblioteksman.
Percy Elfstrand var son till Daniel Elfstrand. Efter studentexamen vid Lundsbergs skola inskrevs han 1910 vid Uppsala universitet där han 1914 blev filosofie kandidat och 1918 filosofie licentiat. Elfstrand blev 1919 amanuens vid Kungliga biblioteket och 1929 andre bibliotekarie. Från 1930 var han utgivare av den svenska historiska årsbibliografin och utgav även Gefle stads äldre historia (1937) samt ett flertal uppsatser rörande Gävles historia i Meddelanden av Gestriklands kulturhistoriska förening och andra publikationer. Dessutom författade han avsnittet 1560–1618 i del 4 av Världshistorien (1940), utgiven av Helge Almquist, rörande öst- och Nordeuropa men medarbetade även i del 8 (1935). Elfstrand var även illustrationsredaktör för de flesta delarna av Världshistorien.